# آن مالوري
آن مالوري (بالإنجليزية: Anne Mallory)‏ (1975، ميشيغان في الولايات المتحدة)؛ كاتِبة وروائية أمريكية.